# Polyblastus tuberculatus
Polyblastus tuberculatus là một loài tò vò trong họ Ichneumonidae.